# 奧特韋山
85°27′S 172°0′E / 85.450°S 172.000°E
奧特韋山（英語：Otway Massif）是南極洲的山峰，位於杜費克海岸，屬於格羅夫納山脈的一部分，長18公里、寬13公里，處於米爾冰川和米爾斯特里姆冰川的匯流處，由新西蘭探險隊命名。